# Alsójára

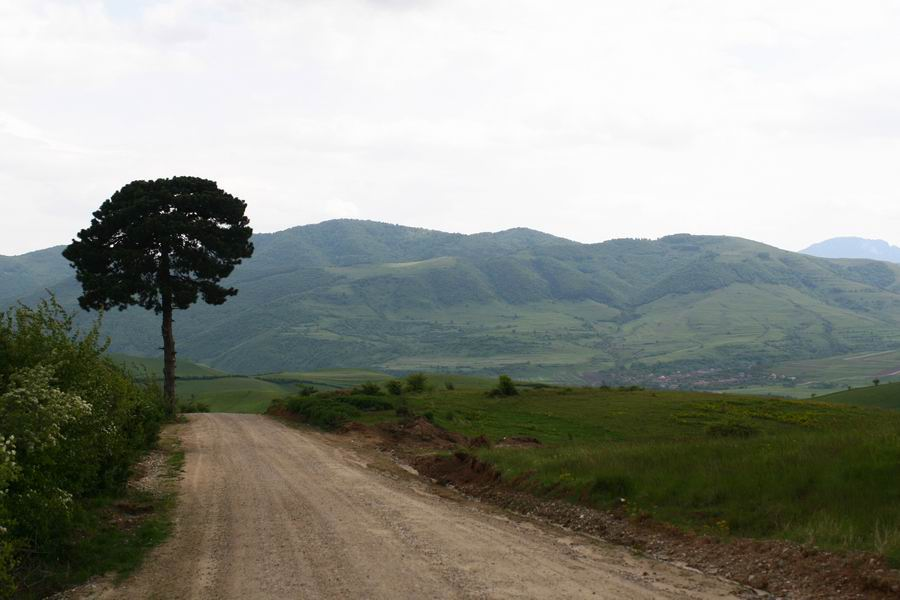
A falu látképe Ruhaegres felől

Alsójára (románul Iara, korábban Iara de Jos, németül Jahren, jiddisül יארע) falu Romániában, Erdélyben, Kolozs megyében, az azonos nevű község központja.

## Fekvése
Tordától 25 km-re nyugatra, a Torockói-hegység és a Gyalui-havasok közti medencében fekszik.

## Nevének eredete
Neve szláv eredetű személynévből való. Az első írásos adat rá 1288-ból származik, ekkor tévesen Zara alakban írták, majd 1303-ban Jara. Előtagja (1438: Alsow Jara) a tőle délnyugatra fekvő középkori Felsőjára (1426: Felyara, 1438: Felsew Jara) nevű falutól való megkülönböztetésére szolgált. Felsőjára a 17. század elején pusztult el, majd területe a falu határába olvadt bele.

## Története
Eredetileg valószínűleg német, a 15. században már magyar lakosságú település volt. Lakói aranyat mostak és Felsőjárán aranybánya is működött. A középkorban vára volt, amelyet valószínűleg Járai Gál kolozsi ispán építtetett a 15. század elején. Először 1417-ben, utoljára 1438-ban említették, sorsa és helye ismeretlen.
Erdélyben Kolozsvár és Torda után harmadikként, 1564-ben alakult meg unitárius egyháza. Lakóinak kisebb része megmaradt reformátusnak. Később külön falurészbe románok települtek be. 1787-ben római katolikus plébániája is alakult. Román lakói egy része 1809-ben görögkatolikus hitre tért.
Nevezetes családai között volt a Pápay család.
Az 1849 januárjában visszavonuló román csapatok pánikot keltettek a magyar lakosságban. Január 15-én Tordán hasztalanul kértek segítséget Czetztől. Másnap, január 16-án Simion Balint visszavonuló tábora megölte magyar lakóinak a felét, 150 embert. Január 17-én végre benyomult egy tordai csapat és komoly harcban visszaszorította a románokat, a román falurészt pedig felgyújtotta (a későbbi vizsgálat szerint 33-an haltak meg).
Az Erdélyi-szigethegység és az Erdélyi-medence határán jelentős nagyvásárok helyszíne volt. A 19. században az egyik legfontosabb erdélyi fazekasközpont. Mesterei ekkor főként hőálló, ún. hólyagos edényeket készítettek sok szerves anyagot tartalmazó, fekete vagy sötétszürke agyagból. A 20. század elejére áttértek a kék, zöld és sárga színnel festett, kontúrozott növényi elemekkel díszített kerámiára és mázatlan edényekre, köztük az ún. járai cserépfazékra. Célközönségük főként a hegységi falvak lakói voltak.
1876-ig Torda vármegyéhez tartozott, utána Torda-Aranyos vármegye Alsójárai járásának székhelye volt. 1884-től gyógyszertár, a 20. század elején három orvosi rendelő, cserépgyár és sok fuvaros működött benne.

## Népessége
- 1900-ban 1724 lakosából 862 volt román és 858 magyar anyanyelvű; 609 görögkatolikus, 380 unitárius, 266 római katolikus, 258 ortodox, 172 református és 39 zsidó vallású. Lakóinak 21%-a tudott írni-olvasni és a román anyanyelvűek 23%-a beszélt magyarul.
- 2002-ben 2091 lakosából 1730 volt román, 221 cigány és 138 magyar nemzetiségű; 1646 ortodox, 122 pünkösdista, 48 görögkatolikus, 43 református, 41 unitárius és 36 római katolikus vallású.

## Látnivalók
- Unitárius temploma a 13. században épült. 1849-ben lerombolták, később módosításokkal épült újjá.
- A református templom a 18. században, a római katolikus 1802-ben épült.
- A településen három 19. századi udvarház található: a Teleki, és Béldi és a Kemény család tulajdonát képezték.

## Gazdasága
- Vasércbánya.

## Híres emberek

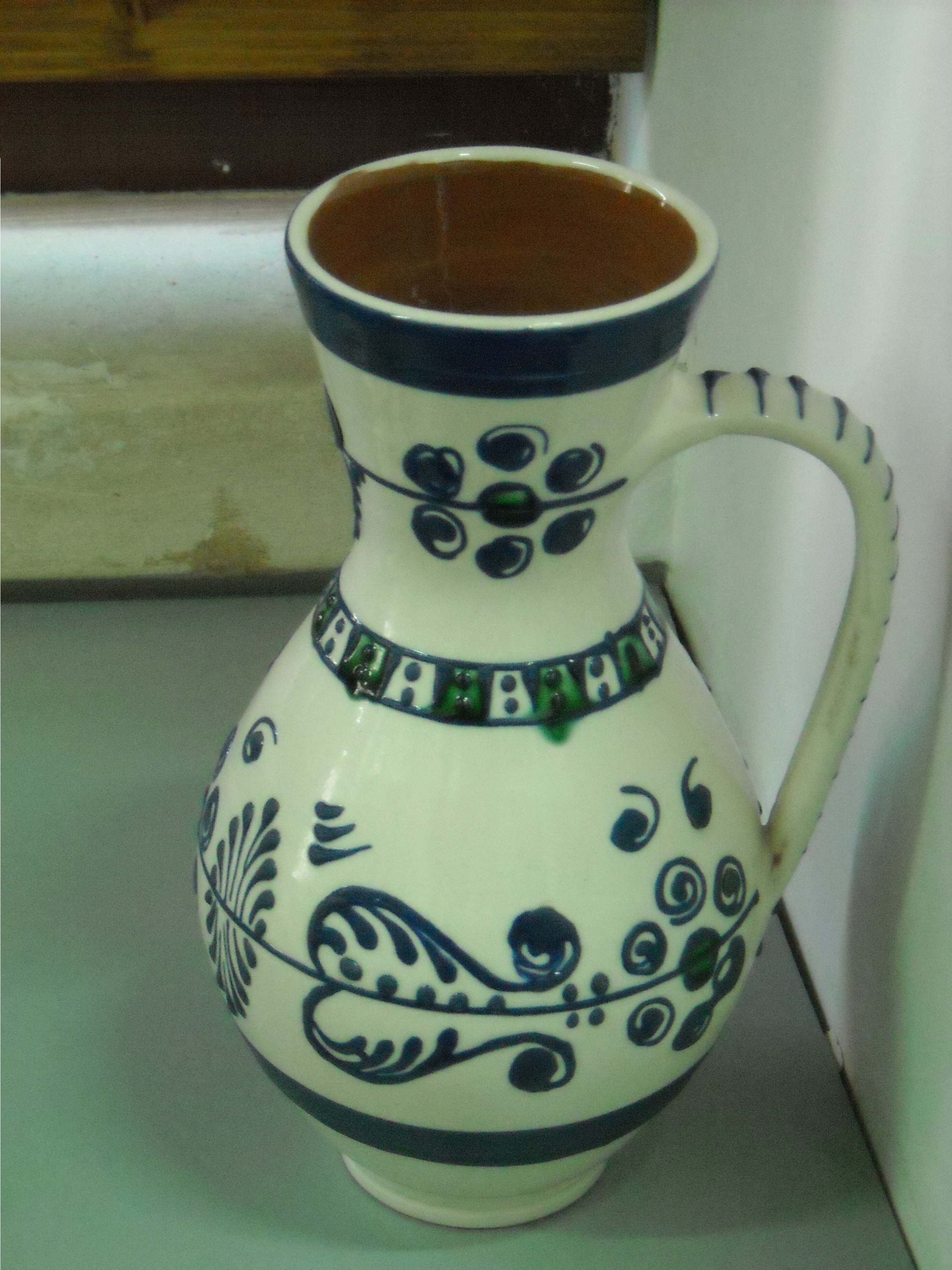
Alsójárai korsó

- Itt született 1861. március 12-én Dékáni Árpád, a halasi csipke tervezője.
- Itt született 1881. július 31-én Dobos Ferenc történész.
- Itt született 1883. január 31-én Szabó Gyula színművész
- Itt, nagyapjánál töltötte gyermekkora nagyobbik felét Kemény János író.
- Itt született 1918. május 21-én Traian Crișan görögkatolikus érsek, a Szenttéavatási Kongregáció titkára.
- Itt született 1934. március 26-án Keszthelyi Gyula sportújságíró, rádió és televízió kommentátor, újságszerkesztő.
- Itt született 1938. december 8-án Sebestyén Kálmán művelődéstörténész.
- Itt járt általános iskolába Vasile Copilu-Cheatră román költő, újságíró